# برائت از مشرکین

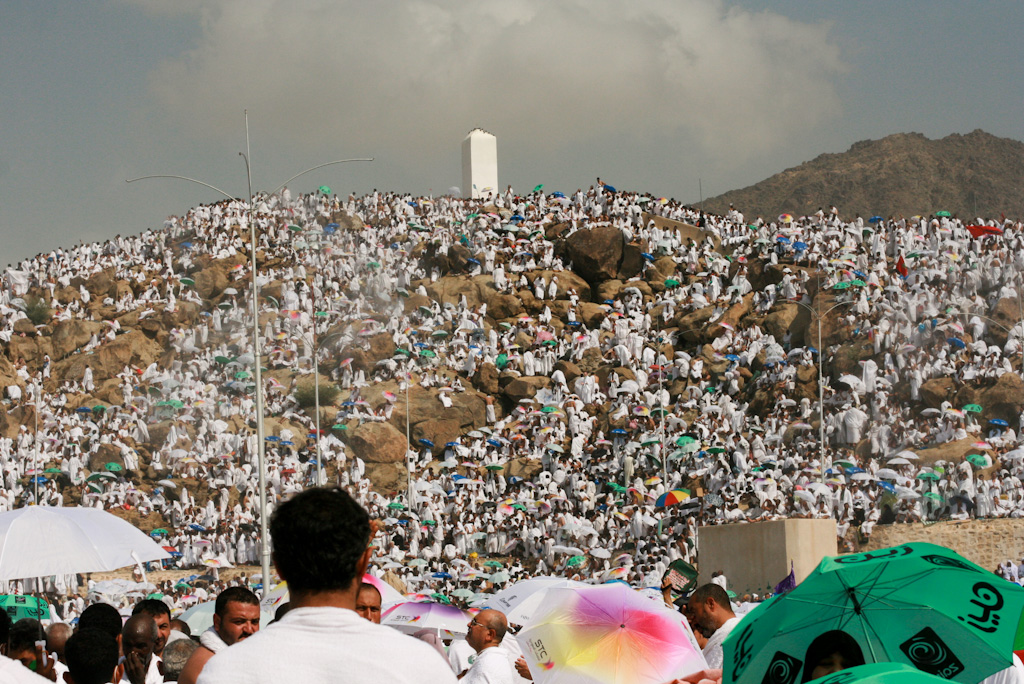
نمایی از مسیر حاجیان در صحرای عرفات - ۲۰۰۹

اعلان برائت از مشرکین تعبیری برگرفته از قرآن است و به فعالیت‌هایی سیاسی که به شکل اجتماعی در حج انجام می‌گیرد گفته می‌شود. بیزاری از بت‌پرستان یا انکار مشرکان در حج که اخیراً از جنبه سیاسی اهتمام بیشتری به دنبال دارد و توسط مسلمانان – حاجیان – به عنوان فرصتی برای مقابله با نقشه‌های استکبار انجام می‌شود. تاریخ این سنت قرآنی از زمان خلیل‌الله (ابراهیم) تا پیامبر اسلام حضرت محمد در نظر گرفته شده‌است. در سال‌های گذشته، رهبران مذهبی/سیاسی مانند سید روح‌الله خمینی و سید علی خامنه‌ای نیز به‌طور جدی مورد توجه قرار گرفته‌است.